# Portstewart

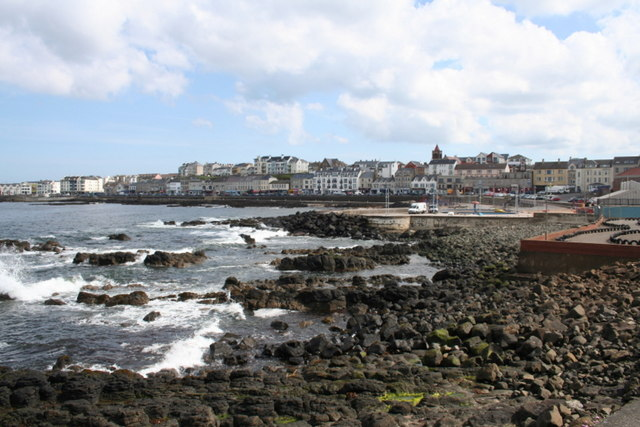
Portstewart.

Portstewart (iriska: Port Stíobhaird) är ett kustsamhälle i Causeway Coast and Glens, Londonderry i Nordirland. Samhället hade år 2001 totalt 7 803 invånare.
Portstewart ses ofta som en flottare version av grannsamhället Portrush som ligger rätt över gränsen till Antrim. Turismen är en viktig näringsväg för Portstewart. Portstewart är känd för sin fina sandstrand som är speciellt populär bland surfare. Stranden är omkring 3 kilometer lång och ägs av National Trust.
Det finns tre golfbanor i Portstewart som alla tillhör Portstewart Golf Club. Att spela golf i Portstewart är en speciell upplevelse eftersom det alltid är starka vindar ifrån Atlanten här.
Tidigare bodde många som studerade vid University of Ulster i Coleraine i Portstewart, men efter att samhällets popularitet ökade hade få studenter kvar att bo kvar.
På klippan som finns vid den västliga änden av strandpromenaden ligger ett kloster med en internatskola.